# Joseph-Marie Pascaud
Joseph-Marie Pascaud, né le 30 mars 1704 à Montréal et décédé le 11 août 1767 à Paris, est un négociant, armateur, négrier et homme politique français. Il est maire de La Rochelle de 1747 à 1750.

## Biographie
Joseph-Marie Pascaud est le fils d'Antoine Pascaud et de Marguerite Bouat. Marié avec Dorothée de Butler puis avec Jeanne Victoire Verrier (fille de l'ingénieur Étienne Verrier), il est le beau-père de Joseph Denis Goguet (fils de Denis Goguet).
Poursuivant les affaires familiales après le décès de leur père en 1717, il détient pendant un certain temps, avec son frère Antoine, le monopole des pêcheries de phoques des îles de la Madeleine. Ils sont régulièrement chargés du transport de fournitures de l'État entre la France et le Canada. 
Syndic de la Chambre de commerce de La Rochelle de 1741 à 1742, il est maire de la ville de 1747 à 1750. Sous son mandant, l'hôtel de ville est restitué à la municipalité, cessant ainsi d'être le logement des gouverneurs.
De 1749 à 1757, il arme seul plusieurs navires (la Chimène, le Belle-Margot, la Nouvelle-Victoire) pour le Canada, l'Île Royale, la Louisiane et le Sénégal.
En 1750, il lance la Sultane, navire négrier de 420 tonneaux, depuis le port de La Rochelle. Celui-ci se rend en Sénégambie où il achète 576 captifs africains (412 à Saint-Louis, et 164 à Gorée. Une fois arrivés dans la colonie de Saint-Domingue, 511 esclaves sont vendus, 65 d'entre eux ayant trouvé la mort durant la traversée de l'Atlantique.
Élu directeur de la Chambre de commerce de La Rochelle en 1758, il devient député au Conseil royal de commerce cette même année. Il y obtient une audience auprès du ministre pour Pierre-Jacques Rasteau, en 1763, afin que celui-ci puisse solliciter une amélioration du port et l'établissement d'un bassin à flot.
Ils emploient une partie de leurs bénéfices à l'achat de charges officielles, devenant président-trésorier de France au bureau des finances de la généralité de La Rochelle et entrant ainsi dans les rangs de la noblesse de robe.

## Sources
- Brice Martinetti, Les négociants de La Rochelle au XVIIIe siècle, Rennes, Presses universitaires de Rennes, 2013, 496 p. (ISBN 9782753528536).
- Émile Garnault, Livre d'or de la Chambre de commerce de la Rochelle contenant la biographie des directeurs et présidents de cette Chambre de 1719 à 1891, La Rochelle, E. Martin, 1902, 178 p. (lire en ligne).
- Pierre Bonnassieux et Eugène Lelong, Conseil de commerce et Bureau du commerce : 1700-1791, Paris, Imprimerie nationale, 1900, 699 p. (lire en ligne).
- David M Hayne, Dictionnaire Biographie du Canada, 1969